# Gravitationel vekselvirkning af antistof
Den gravitationelle vekselvirkning af antistof med stof eller antistof er ikke blevet testet eksperimentelt af fysikere i praksis. Selvom der er konsensus mellem fysikere, at gravitation både vil tiltrække stof og antistof på samme måde, som stof tiltrækker stof, er der et stærkt ønske om at bekræfte det eksperimentelt.
Antistofs sjældenhed og tendens til at annihilere ved kontakt med stof, gør forskningen til en teknisk udfordrende opgave. Gravitation er meget svagere end andre naturkræfter.
De fleste metoder til at skabe antistof (specifikt antihydrogen) resulterer i højenergipartikler og -atomer,[kilde mangler] hvilket er uegnet til gravitationsrelateret forskning.[kilde mangler] I de senere år, har ALPHA først
og herefter ATRAP
haft antihydrogenatomer fanget ved CERN; i 2012 har ALPHA anvendt disse atomer til at lave et første frit fald, med svage bindinger af gravitationel vekselvirkning af antistof med stof, målt til indenfor ±7500% af almindelig gravitation,[kilde mangler]
men det er ikke nok til at give en klar videnskabelig udmelding om fortegnet af gravitations virkning på antistof. Fremtidige eksperimenter skal udføres med højere præcision, enten med stråler af antihydrogen (AEGIS) eller med fanget antihydrogen (ALPHA eller GBAR).
Herudover er der usikkerhed om antistof bliver gravitationelt tiltrukket eller frastødt fra andet stof, og det er også ukendt om størrelsen af gravitationskraften er den samme. Besvær med at lave kvantegravitationsteorier har ledt til idéen om, at antistof kan reagere med en lidt forskellig størrelse.